# تپه رشید
تپه رشید مربوط به عصر مس و سنگ - دوره اشکانیان - دوره ساسانیان است و در شهرستان دالاهو، بخش مرکزی، دهستان حومه کرند، ۷۰۰ متری جنوب غرب روستای میان تنگ واقع شده و این اثر در تاریخ ۶ اسفند ۱۳۸۵ با شمارهٔ ثبت ۱۷۵۶۵ به‌عنوان یکی از آثار ملی ایران به ثبت رسیده است.